# Brastel Telecom
Brastel Telecom ブラステル株式会社 o más conocido comúnmente como Brastel, es una empresa de telecomunicaciones japonesa basada en Tokio; distribuyen tarjetas telefónicas prepagas dentro de Japón y Asia a través de tiendas de conveniencia. La demográfica más grande de Brastel son expatriados que viven en Japón y son uno de los servicios de llamada más utilizados en Japón.
La empresa comenzó en 1996 originalmente vendiendo servicios de call back, en 2000 lanzaron su primer tarjeta recargable en Japón, poco después se convirtió en la fuente más grande de ingresos en Brastel. Recientemente han comenzado a invertir en la tecnología IP a través de sus servicios FLiP y Basix. 
También son conocidos por su trabajo en las comunidades brasileñas en el extranjero por su participación en la construcción de escuelas, realizando seminarios y conferencias para las comunidades más pobres y desfavorecidas alrededor del mundo.
La promoción de la cultura brasileña en Japón ha jugado un papel prominente en Brastel desde la creación de la sub empresa Tupiniquim Entertainment en 2005. Tupiniquim Entertainment se concentra principalmente en la promoción de películas brasileñas, música, actrices/actores y cultura en Japón.